# Liste der Biografien/Lx
Liste der Biografien |
Portal Biografien |
Personensuche
# |
A |
B |
C |
D |
E |
F |
G |
H |
I |
J |
K |
L |
M |
N |
O |
P |
Q |
R |
S |
T |
U |
V |
W |
X |
Y |
Z |
?
 
La |
Lb |
Lc |
Le |
Lg |
Lh |
Li |
Lj |
Ll |
Lm |
Lo |
Lp |
Lt |
Lu |
Lv |
Lw |
Lx |
Ly |
Lz
Die Liste der Biografien führt alle Personen auf, die in der deutschsprachigen Wikipedia einen Artikel haben. Dieses ist eine Teilliste mit 2 Einträgen von Personen, deren Namen mit den Buchstaben „Lx“ beginnt.

## Lx

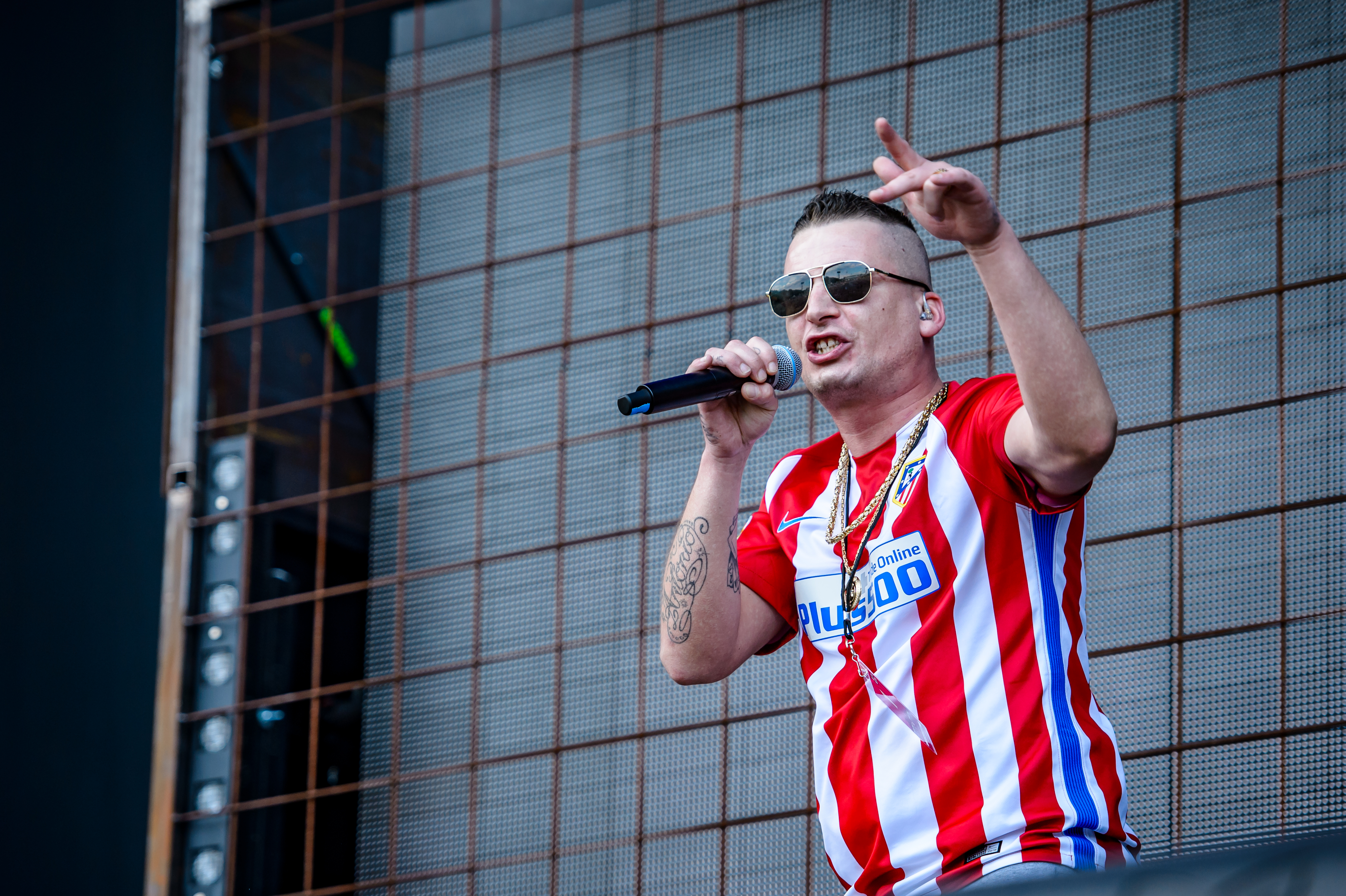
LX (* 1986)

- LX (* 1986), deutscher RapperLX (* 1986)

### Lxa
- Lxandra (* 1996), finnische Sängerin